# Louis Leakey
Louis Seymour Bazett Leakey (ur. 7 sierpnia 1903 w Kabete w Brytyjskiej Afryce Wschodniej, zm. 1 października 1972 w Londynie) – kenijski archeolog i paleoantropolog pochodzenia brytyjskiego.

## Życiorys
Urodził się w Kabete w Brytyjskiej Afryce Wschodniej (obecnie Kenia) w rodzinie angielskich misjonarzy. Miał dwie starsze siostry – Gladys i Julię, oraz młodszego brata – Douglasa. W latach 1922–1926 studiował antropologię i archeologię w St John’s College na Uniwersytecie Cambridge, a następnie został członkiem tego kolegium .

## Praca naukowa
Jego odkrycia dostarczyły dowodów, że człowiek jest gatunkiem znacznie starszym, niż sądzono. W 1931 rozpoczął badania w wąwozie Olduvai (Oldupai) w Tanzanii. W 1933 poznał, już jako człowiek żonaty, swą późniejszą towarzyszkę życia, Mary. W 1944, w Kenii, urodził się ich syn, Richard. W 1959 Mary Leakey znalazła w Olduvai fragment czaszki wczesnego hominida zaliczonego przez nią do rodzaju Zinjanthropus (obecnie Paranthropus), szacowany na 1,75 mln lat.
W 1964 również w Olduvai Leakey odkrył szczątki Homo habilis – wraz z wykonanymi przezeń narzędziami. Postawił hipotezę, że to właśnie H. habilis, żyjący w Afryce Wschodniej w tym samym czasie co australopiteki, jest przodkiem człowieka współczesnego. Krytykowany za „nadinterpretację” swojego odkrycia, zaczął wycofywać się z badań terenowych, oddając się pisaniu książek i wykładom. Rozpoczął wówczas kilka ważnych programów badawczych: nad szympansami (Jane Goodall) i nad gorylami (Dian Fossey) – kilka lat później wsparł również projekt badania orangutanów prowadzony przez Birutė Galdikas.
Późniejsze odkrycia Leakeyów dowodzą, że miał rację, a H. habilis faktycznie stanowił ogniwo łączące australopiteki z Homo erectus. Był autorem licznych publikacji naukowych i popularnonaukowych.
Inne odkrycia Louisa Leakeya:
- 1948 – wyspa na Jez. Wiktorii – szczątki przodka małp i ludzi Proconsul africanus – 25 mln lat
- 1962 – na wsch. od Jez. Wiktorii – szczątki małpy człekokształtnej Kenyapithecus – 14 mln lat